# إيرل دي. أيزنهاور
إيرل دي. أيزنهاور هو مهندس وسياسي أمريكي، ولد في 1 فبراير 1898 في أبيلين في الولايات المتحدة، وتوفي في 18 ديسمبر 1968 في سكوتسديل في الولايات المتحدة. نشط حزبياً في الحزب الجمهوري. وقد انتخب عضو مجلس نواب إلينوي ‏.